# Phasenkorrekturbeschichtung

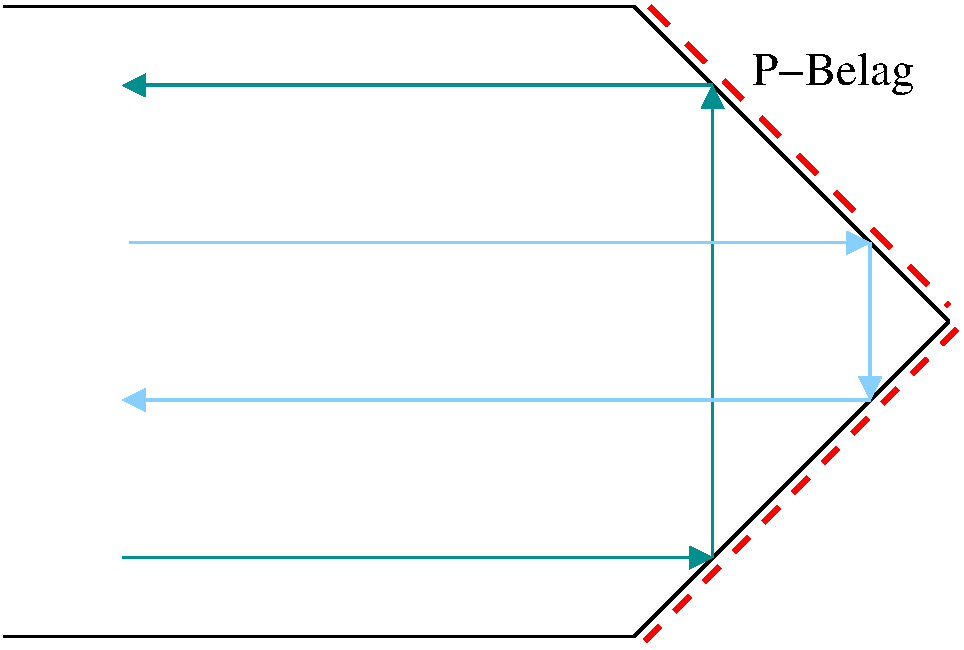
Strahlengang an der Dachkante (Querschnitt); der P-Belag befindet sich auf beiden Dachflächen.

Die Phasenkorrekturbeschichtung, auch Phasenkorrekturbelag (kurz: P-Belag) genannt, ist eine dielektrische dünne Schicht, die über Plasmabeschichtung im Vakuum auf beide Dachflächen eines Dachkantprismas aufgebracht wird. Der P-Belag wurde 1988 von A. Weyrauch bei Carl Zeiss entwickelt und seitdem flächendeckend in Dachkantferngläsern mittlerer und gehobener Qualitätsklassen eingesetzt. Er dient der Kompensation eines Auflösungsverlusts, der durch die in unbehandelten Dachkantprismen auftretenden Interferenzeffekte entsteht.

## Hintergründe und Funktionsweise
Seit den 1960er Jahren fanden Handferngläser, deren Umkehrsysteme auf Dachkantprismen beruhen, zunehmend Verbreitung. Damit wurde auch die Lösung eines technischen Problems, das bereits seit den 1940er Jahren bekannt war, dringender: Wie von G. Joos bei Zeiss, und unabhängig von A. I. Mahan berichtet, führte der Einsatz von Dachkantprismen zu einem Auflösungsverlust der Abbildung, der sich als Konsequenz einer ungewollten Interferenz herausstellte: Die in den Prismen auftretende Totalreflexion sorgt für eine teilweise Polarisation des Strahlenbündels. Dieses Bündel wird anschließend an der Dachkante aufgespalten, wobei die beiden Halbbündel in unterschiedliche Richtungen reflektiert werden. Nach der Vereinigung aller Teilstrahlen weisen deren Polarisationsvektoren jedoch unterschiedliche Richtungen auf, was einer Phasenverschiebung entspricht und über die erwähnten Interferenzeffekte zu einem Auflösungsverlust führt. Man beachte, dass diese Phasenverschiebung auch in perfekt gefertigten Prismen auftritt, dass sie folglich, anders als im Falle herkömmlicher Abbildungsfehler, keine dynamische Phase darstellt, die auf Laufwegdifferenzen beruht. Stattdessen handelt es sich um eine geometrische Phase, eine Konsequenz der unterschiedlichen Pfade, auf der die Teilstrahlen nach Passieren der Dachkante propagieren. In der technischen Optik wird eine solche Phase auch als Pancharatnam-Phase bezeichnet, und in der Quantenphysik ist ein äquivalentes Phänomen als Berry-Phase bekannt.
Der Phasenkorrekturbelag wird in einem Vakuum-Dünnschichtverfahren auf beide Dachflächen aufgetragen. Technisch betrachtet korrigiert der P-Belag nicht die eigentliche Phasenverschiebung, sondern die Teilpolarisation des Lichts, die aus der Totalreflexion resultiert. Eine solche Korrektur kann stets nur für eine ausgewählte Wellenlänge und für einen bestimmten Einfallswinkel erfolgen; es ist jedoch möglich, ein Dachkantprisma durch Überlagerung mehrerer Schichten auch für polychromatisches Licht näherungsweise zu korrigieren. Auf diese Weise werden seit den 1990er Jahren auch bei Dachkantferngläsern Auflösungswerte erzielt, die zuvor nur mit Porroprismen erreichbar waren. Die Anwesenheit einer P-Korrektur lässt sich mittels zweier Polarisationsfilter auch am ungeöffneten Fernglas überprüfen.